# جان فرانسوا آدم
جان فرانسوا آدم (بالفرنسية: Jean-François Adam)‏
```
(و. 
1938
 – 
1980
 
م
)
[
3
]
 هو 
ممثل
، من 
فرنسا
، ولد في 
باريس
، توفي في 
باريس
، عن عمر يناهز 42 عاماً.
[
4
]
```

## وصلات خارجية
- جان فرانسوا آدم على موقع IMDb (الإنجليزية)
- جان فرانسوا آدم على موقع ألو سيني (الفرنسية)
- جان فرانسوا آدم على موقع أول موفي (الإنجليزية)
- جان فرانسوا آدم على موقع قاعدة بيانات الأفلام السويدية (السويدية)
- جان فرانسوا آدم على موقع قاعدة بيانات الفيلم (الإنجليزية)
- جان فرانسوا آدم على موقع كينوبويسك (الروسية)